# 1768年イギリス総選挙
1768年イギリス総選挙（英語: British general election, 1768）は第13期グレートブリテン議会の庶民院議員を選出するために行われた選挙。

## 選挙の形勢
1768年の総選挙では各党の首脳部とも代替わりしていた。それまでの政治を主導したビュート伯爵、チャタム伯爵、ニューカッスル公爵がそろって政界引退したためであった。その結果、内閣の中心人物は第一大蔵卿のグラフトン公爵（貴族院議員）と庶民院を主導したノース卿となった。
選挙は政争が停滞している最中に行われた。野党のロッキンガム派ホイッグ党とグレンヴィル派はいずれも由来とする元首相の在任中（グレンヴィルは1763年-1765年、ロッキンガムは1765年-1766年）に結成され、それから2年も経過した1768年選挙ではすでに実質的な政策論争に欠いていた。
選挙の勝敗よりも重要だったのは急進主義者のジョン・ウィルクスがミドルセックス選挙区で当選したことである。ウィルクスの当選は政治危機の引き金となり、イギリスにおける政治的急進主義の始まりにもなった。

## 区割り
グレートブリテン議会が存在した全期間を通して、区割りが変更されることはなかった。

## 選挙の日付
総選挙は1768年3月16日から5月6日まで行われた。この時代の選挙は全ての選挙区で同時に行われず、各バラや郡でバラバラに行われた（ハスティングも参照）。